# ロバート・W・アーウィン
ロバート・ウォーカー・アーウィン（Robert Walker Irwin、1844年1月7日 - 1925年1月5日）は、アメリカ合衆国出身の実業家。日本がハワイ王国に対して行った官約移民（日布移民条約）の具体的交渉を担当し、1885年（明治18年）から1894年（明治27年）まで計26回、約29,000人の日本人労働者のハワイ渡航に関わった。また、台湾製糖（1900年設立）の発起人の一人。
アメリカ合衆国郵政長官等を務めたベンジャミン・フランクリンの子孫。日本人の武智イキと結婚し、日本における国際結婚の適用第一号となった。益田孝、井上馨の知遇を得、貿易や移民事業で財を築いた。。

## 略歴
駐デンマークのアメリカ合衆国代理大使ウィリアム・W・アーウィンと、母ソフィア・アラベラ・バチェの子としてコペンハーゲンに生まれる母のバチェが、ベンジャミン・フランクリンの玄孫。フランクリンの娘サラとイングランド生まれの海上保険事業家リチャード・バッヘの曽孫（リチャードの兄はニューヨーク商工会議所の元会頭テオフィラクト・バチェ）、リチャードの息子でテキサス州議員のリチャード・バッヘ・ジュニアとソフィア・バレル・ダラスの娘。第11代大統領ジェームズ・ポークの副大統領であったジョージ・ダラスの姪に当たる。
1866年（慶応2年）末、兄が勤めていたアメリカの郵便船舶会社太平洋郵船の横浜駐在代理人として来日し、1870年（明治3年）ごろよりアメリカの貿易商社ウォルシュ・ホール商会の貿易業務に携わるようになり、同社の長崎支店長を務めた。この時期、ウォルシュ・ホール商会で働いていた益田孝と知り合う。1871年秋頃、同社は豪商の伊藤八兵衛とドル為替取引によって利益を得る共同事業を開始し、伊藤から保証金を預かったが、為替取引に失敗して大きな損失を出し、保証金返還と損失補填を巡って伊藤と裁判沙汰になった（伊藤八兵衛ウォルシュ・ホール商会訴訟事件）。伊藤の担当者だったアーウィンは裁判の被告となり、アーウィンの頼みで帳簿操作をしたことを証言した伊藤はアーウィンの約束反故を糾弾したが、当時の日本の商習慣から口約束がほとんどであったため、伊藤の敗訴で終わった。伊藤家の女中の証言によると、伊藤と親しかったアーウィンは「狐のアルピン」とあだ名されていたという。
1874年にウォルシュ・ホール商会を辞め、横浜のエドワード・フィッシャー商会の共同経営者となる。同社でも伊藤のときと同様なアーウィンの煩雑な会計処理がもととなってイギリス人との間に訴訟を抱え、こちらは敗訴した。尾去沢鉱山汚職事件で下野した井上馨が政商・岡田平蔵と組んで設立した鉱山経営と米穀相場と軍需貿易の会社「岡田組」に益田孝とともにフィッシャー商会も出資し、岡田組の後身の先収会社（三井物産の前身）にも出資した。1876年（明治9年）7月より三井物産の相談役に就任し、政界に返り咲いた井上と、三井の総帥となった益田と密接な関係を築いた。1877年には三井物産のロンドンでの代理店業務を委託され、兄を支配人としてロンドンに行かせ、翌年には自らもフィッシャー商会を辞めて三井物産に入り、1879年秋に三井物産ロンドン支店が設立されると、社長と同等の処遇で顧問役に迎えられた。井上や益田らが1882年に設立した共同運輸会社（日本郵船の前身）の外国人支配人も務めた。
1880年（明治13年）、横浜に駐留していたハワイ王国の総領事官が一時帰国のため不在となった際に同国総領事代理を指名されたことから、1881年（明治14年）6月に正式に横浜駐在ハワイ王国総領事官に就任、1885年（明治18年）1月、駐日ハワイ王国代理公使、1886年（明治19年）9月、同弁理公使、同移民事務局特派委員などを歴任した。1885年に芝区栄町（現・港区芝公園）に転居し、同地にハワイ公使館と共同運輸会社を設置した。
当時製糖業が盛況だったハワイではプランテーションで働く労働者を求めており、旧知の井上と益田と組んで日本人移民事業を始め、大人の男性移民一人につき手数料がアーウィンに支払われた。両国から仲介料を得ていたアーウィンは、ハワイへの労働移民を集めることで莫大な富を築いたことから、「移民帝王」などと呼ばれたが、ハワイ王国の崩壊により終焉となった（ハワイにおける日本人移民#契約移民）。官約移民制度の実現と実行に深く関与し、制度が始まった1886年からアーウィンとの仲介料に折り合いが合わず官約移民制度が廃止された1894年までの間に3万人近くの日本人を移民させた。1898年にハワイ共和国弁理公使解任。
官約移民制度廃止以降は台湾製糖株式会社の発足に関わるなどした。当時、「家はコンドル、金はアーウィン」と謳われるほどの財を成し、晩年はそのジョサイヤ・コンドルが設計した麹町の屋敷（のちに焼失、跡地は衆議院事務総長公邸）で子育てに専念し、81歳で没した。遺言により、日本で埋葬され、青山墓地に眠る。死に際して大正天皇より勲一等旭日大綬章を賜った。
アーウィンは1894年から暮らした三田網町（現・三田二丁目）の本宅のほか、玉川の別邸と、避暑地として伊香保（群馬県渋川市）に別邸を持ち、この建物は現存する。ロバートの死後、講談社社長の野間清治に売却後、群馬県社会福祉協議会の観山荘になった。この縁で渋川市（旧伊香保町）とハワイ郡が姉妹都市縁組を行っている。佐土原藩島津淡路守の屋敷だった1万坪の本宅は三井家に売却し、三井倶楽部となり、十数万坪あった玉川の別宅は、田健治郎男爵に売却後分割され、一部に東急電鉄五島家の邸宅と五島美術館が建った。

## 親族

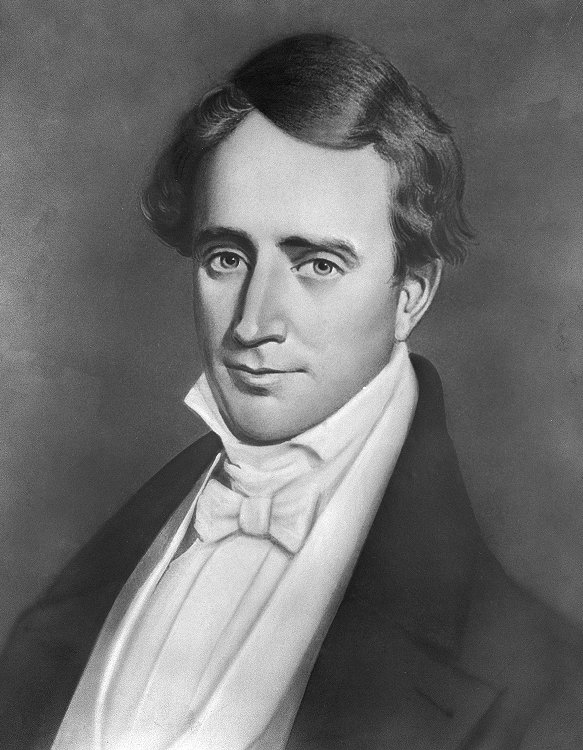
父親のWilliam W. Irwin

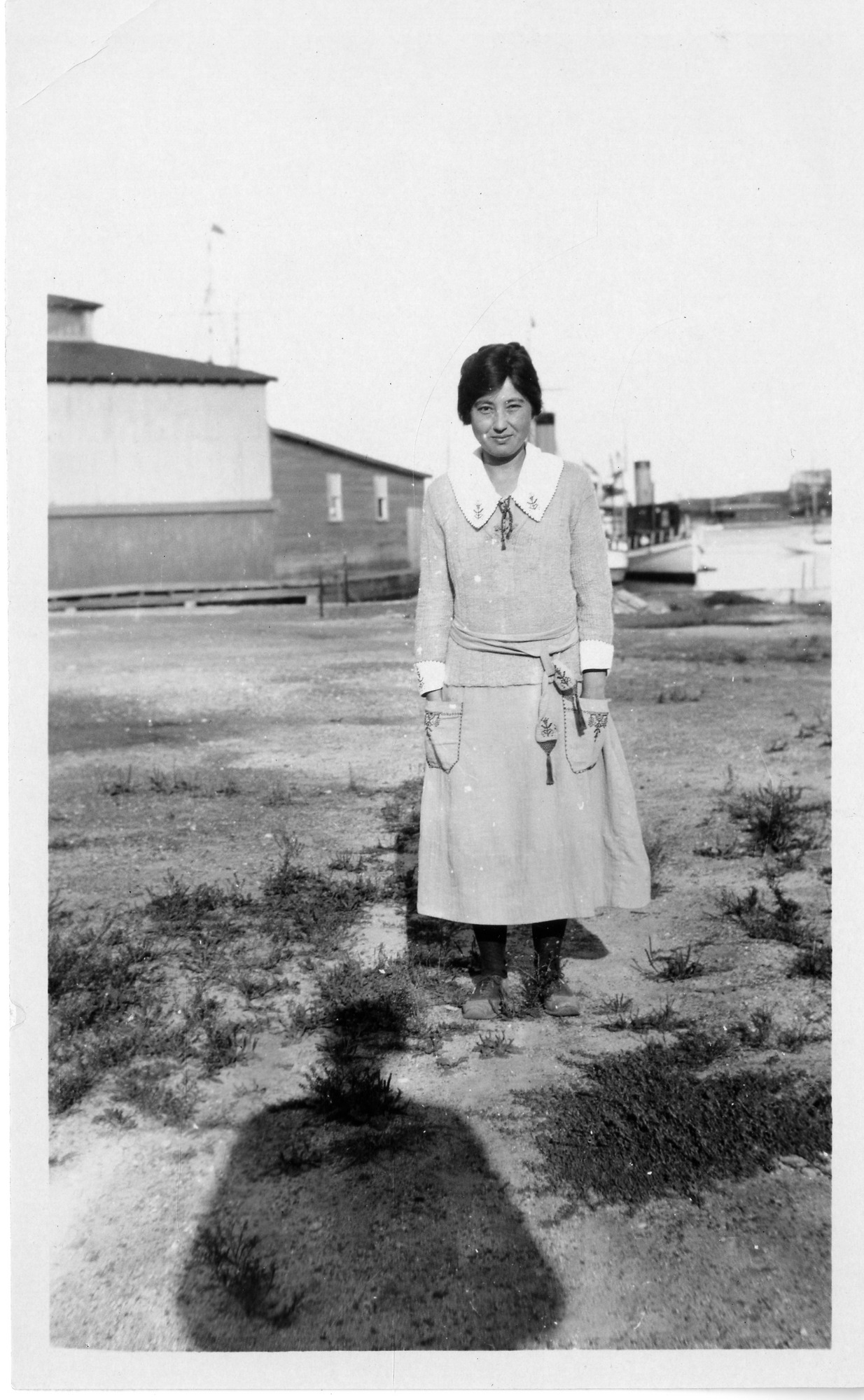
著名な生物学者となった三女のマリアン。

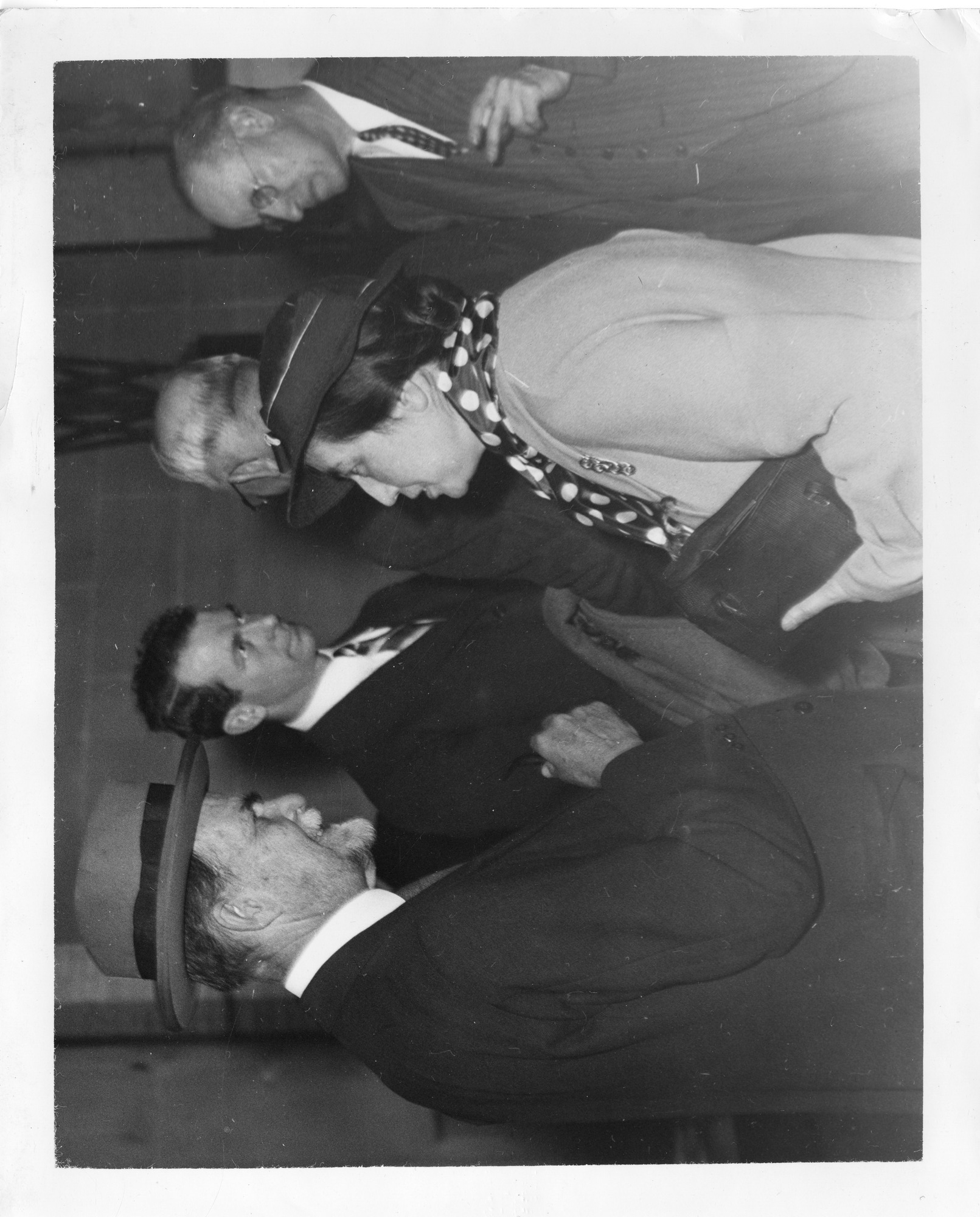
ノーベル賞学者のトーマス・ハント・モーガンと語らうマリアン。二人の奥にライナス・ポーリング

- 母のソフィア・アラベラ（Sophia Arabella Bache）は、ピッツバーグ市長から外交官になった父ウィリアム・W・アーウィンの後妻で、アメリカ合衆国第2代郵政長官リチャード・バチェとサラ（初代郵政長官ベンジャミン・フランクリンの一人娘）の孫(四男リチャードの次女)である。ロバートは5人兄妹の次男として生まれた[18]。兄は三井物産がロンドンに初の海外支店を設けた際、8年間支配人を務め、その後ニューヨーク・トリビューン紙の編集長になった[19]。姉のアグネスは名門女子大ラドクリフ・カレッジの初の学部長となったのち、フィラデルフィア郊外のアグネス・アーウィン・スクールで校長を務めた。
- 妻の武智イキ(1857-1940)は信州飯田の商家・林金造の三女で、10歳のとき、元土佐藩士で浅草橋場町（現橋場）の海産物問屋、武智惣助の養女となった[20]。18歳で結婚し、ロバートが働いていた長崎で同居を始めたが、正式な結婚として法的に認められたのは日本側で6年後、米国側で12年後の1882年となった[16]。この日米結婚第一号の書類は東京公文書会館に保管されている[16]。結婚の翌1871年に長女が生まれたが夭折、ロバートの深酒と芸者遊びに悩まされ10年以上子がなかったが、1883年に次女ソフィア・アラベラ（通称ベラ）の誕生を皮切りにメリー、ロバートJr.、マリアン、リチャード、アグネスの6人の子に恵まれた[16]。女児は雙葉小学校、男児は暁星小学校を卒業後、全員アメリカへ留学させた[16]。また、実姉の娘キクを養女にし、外国人のため日本での不動産取得ができないアーウインの代わりとして、武智キク名義を多用した[20]。キクの入婿・武智道直(1870年生、旧姓・林)は13歳で6歳のキクと入籍して家督を相続し、慶應義塾を経て、アーウインのハワイ王国代理公使就任と同時に15歳でハワイへ留学、日本人移民事業を手伝ったのち、アーウィンとともに台湾製糖創業に名を連ね、のちに社長となった[20][21][22]。イキの弟の武智勝は台糖（台湾製糖の後身）の社長、台糖ファイザーの会長を務めた。親戚に木場貞長。
- ベラ (1883-1957、日本名・有院遍良) はミス・ハースト・スクール卒業後、コロンビア大学の夏期講座を経て渡欧し、イタリアでモンテッソーリ教育法、ドイツでフレーベル遊戯の恩物を学び、ロンドンの貧民施設で実習するなど児童教育を研究した[16]。帰国後、1916年に保母養成所と保育園（現・玉成保育専門学校）を設立し、学長を務めた。42歳のとき朝河貫一に求婚されたが結婚に至らず、生涯独身だった[23]。
- メリー(1885-1930) は神経衰弱のためアメリカの高校を卒業後進学せずに帰国、一時はパリでピアノを習うなどしたが、「生まれてこなければよかった」などと叫びながら精神病院で45歳で亡くなった[16]。
- ロバートJr (1887-1971、日本名・有院一郎) はプリンストン大学卒業後帰国し、台湾製糖の監査役となった[24]。医師の渡部鼎の長女英子（ふさこ）と結婚したが死別し、牧野伸顕の姪の日高常子と再婚して二児をもうけた(常子は伊藤博文の婚外子・伊藤真一の元妻で一男一女の母だった)[16]。1930年に常子が32歳で肺病で死亡し、三番目の妻チヨを迎え、添い遂げた[24]。常子との二児は祖母のイキに引き取られ、戦後渡米してアメリカ市民権を取得、長男は職を転々としたのちバンク・オブ・アメリカのコンピューター・プログラマーとなり、次男は家具職人になった[24][25]。
- マリアン (1888-1973) は1913年にプリンマー大学卒業後[26]、ラドクリフ女子大学で生物学の博士号を取り、40歳で20歳近く年上の生物学者のオスタハウト博士と結婚しアメリカに永住した[16]。夫とともに有名な学者として知られ、ニューヨークのアッパークラスの一員として暮らしたが、日本とアーウィン家を嫌って母親が没したときも戦後姉妹が困窮したときも音信不通を通し、85歳で亡くなった[25]。
- リチャード (1890-1928) はプリンストン大学卒業、ハーバード法科大学院修了後弁護士資格を取得、スタンダード石油の極東副支配人として帰国、1920年に兄嫁の妹である渡部鼎の三女市子と結婚、日本蓄音機に副社長として迎えられたが、労働争議をきっかけに経営陣に疎まれて退職に追い込まれ、自宅で拳銃自殺した[16][24]。妻の市子は実家に戻り、遺児二人は祖母のイキに引き取られた[24]。長男の武雄は第二次大戦で戦死、長女の雪子は立教女学院、東京女子大学を経て進駐軍関連の仕事に就き、1953年に渡米しインディアナ州立大学を卒業し、東洋医学療法士となり、指圧の本や自伝を著した[27]。
- アグネスはヴァッサー大学を卒業し、帰国後、化粧品レートクレームで知られた平尾賛平商店社長平尾聚泉の甥と結婚したが、夫はアグネスのもとを去り、夫が別の女性に産ませた子を養女にして育てた[16]。夫は戦中軍属として南方へ向かったまま消息不明となった[28]。

## 関連書
- ユキコ・アーウィン『フランクリンの果実』文藝春秋, 1988